# Heinz Padberg
Heinz Padberg, auch Heinrich Padberg, (* 29. April 1931; † 20. Dezember 2012) war ein deutscher Ministerialbeamter und Staatssekretär in Brandenburg.

## Leben
Heinz Padberg wurde in Westfalen geboren. Er studierte Rechtswissenschaften und wurde 1958 an der Universität Köln promoviert. Padberg bekleidete in den 1970er- und 1980er-Jahren Positionen im Bundesverteidigungsministerium. Mit dem Regierungswechsel 1982 wurde er in den einstweiligen Ruhestand versetzt. Vom Herbst 1990 bis April 1996 amtierte er dann als Staatssekretär im Finanzministerium von Brandenburg.
Padberg war Mitglied der SPD.

## Ehrungen
- 1978: Bundesverdienstkreuz Erster Klasse
- 1982: Großes Bundesverdienstkreuz